# 西尾哲夫
西尾 哲夫（にしお てつお、1958年 - ）は、日本の言語学者。専攻はアラブ研究。国立民族学博物館名誉教授、総合研究大学院大学名誉教授。

## 経歴
1958年、香川県生まれ。1981年、大阪外国語大学外国語学部アラビア語科を卒業。京都大学大学院文学研究科に進学。1984年に修士課程言語学専攻を修了し、1987年に同研究科博士後期課程言語学専攻を満期退学。
東京外国語大学アジア・アフリカ言語文化研究所助手に採用され、後に助教授昇格。2005年、学位論文『ジバーリ・アラビア語(エジプト・シナイ半島南部)の言語人類学的研究』京都大学より文学博士の学位を取得。国立民族学博物館助教授に転じ、2006年に同博物館民族文化研究部教授に昇格した。在任中は、研究戦略センター教授・副館長、民族社会研究部教授、研究戦略センター教授、グローバル現象研究部教授などを経た。2023に国立民族学博物館を退任し、名誉教授となった。

## 著作
単著
- 『図説 アラビアンナイト』河出書房新社(ふくろうの本) 2004
- 『アラブ・イスラム社会の異人論』世界思想社 2006
- 『アラビアンナイト：文明のはざまに生まれた物語』岩波新書 2007
- 『アラビアンナイト ファンタジーの源流を探る』日本放送出版協会(NHKカルチャーラジオ・文学の世界)　2010
- 『世界史の中のアラビアンナイト』NHKブックス 2011
- 『ヴェニスの商人の異人論 人肉一ポンドと他者認識の民族学』みすず書房 2013
- 『言葉から文化を読む アラビアンナイトの言語世界』臨川書店 2015

共編著
- 『エクスプレスエジプト・アラビア語』師岡カリーマ・エルサムニー共著　白水社　1997
- 『エジプト・アラビア語』師岡カリーマ・エルサムニー共著　白水社(CDエクスプレス)　2003
- 『アラビアンナイト博物館』責任編集 国立民族学博物館編　東方出版　2004
- The Arabian Nights and Orientalism: Perspectives from the East and West. 山中由里子共編 London: I.B. Tauris, 2006
- 『アラブの音文化：グローバル・コミュニケーションへのいざない』堀内正樹・水野信男と共編、スタイルノート 2010
- 『断”と“続”の中東：非境界的世界を游ぐ』堀内正樹と共編、悠書館 2015
- 『中東世界の音楽文化：うまれかわる伝統』水野信男と共編、スタイルノート 2016
- 『ナラティヴ・ポリティクスとしての異人論 不寛容時代の〈他者〉をめぐる物語』山泰幸と共編、臨川書店 2024

翻訳
- 『必携アラビアン・ナイト 物語の迷宮へ』ロバート・アーウィン著、平凡社 1998
- 『ガラン版 千一夜物語』全6巻 岩波書店 2019-2020